# Человек-паук: Через вселенные (саундтрек)
Саундтрек американского анимационного супергеройского фильма «Человек-паук: Через вселенные» (2018), основанного на персонаже Marvel Comics Майлзе Моралесе / Человеке-пауке и созданного студией Sony Pictures Animation, состоит из оригинальной музыки, написанной Дэниелом Пембертоном, и собрания оригинальных песен, основанных на фильме и вдохновлённых им. 14 декабря 2018 года, в день премьеры самого мультфильма, лейбл Republic Records выпустил альбом с саундтреком под названием Человек-паук: Через вселенные (саундтрек из мультфильма и вдохновлённый им), в то время как альбом с музыкой Пембертона, получивший название Человек-паук: Через вселенные (оригинальная музыка) был выпущен отдельно спустя три дня лейблом Sony Classical Records.

## Саундтрек
Саундтрек содержит песни, исполненные множеством артистов, среди которых XXXTENTACION, Juice WRLD, Винс Стейплс, Джейден Смит, Ники Минаж, Лил Уэйн, Ski Mask the Slump God, Ty Dolla $ign, Post Malone, Swae Lee, Ануэль АА и Thutmose. В поддержку саундтрека были выпущены синглы «Sunflower» и «What’s Up Danger». Альбом был выпущен лейблом Republic Records 14 декабря 2018 года, в тот же день, когда мультфильм вышел в прокат. 22 февраля 2019 года была выпущена делюкс-версия саундтрека, куда в качестве бонусных треков были включены ремиксы песен «Sunflower» и «Scared of the Dark».
| Оценки критиков | Оценки критиков |
| Источник        | Оценка          |
| --------------- | --------------- |
| AllMusic        | [ 3 ]           |

### История
В ноябре 2018 года Ники Минаж объявила о том, что она написала песню для фильма. Позднее стало известно, что её песня называется «Familia» (с исп. — «Семья»), и что она записала её совместно с Ануэлем АА и Bantu. Задача саундтрека была в том, чтобы показать те песни, которые слушают подростки вроде Моралеса.

#### Синглы
В октябре 2018 года во время вечернего шоу «The Tonight Show Starring Jimmy Fallon» Post Malone сказал, что написал для фильма песню под названием «Sunflower», которую журнал Billboard назвал «вызывающей, сказочной балладой». Песня, записанная в соавторстве со Swae Lee, вышла 18 октября.
1 ноября 2018 года вышел второй сингл, получивший название «What’s Up Danger» и исполненный Blackway и Black Caviar. Blackway сказал, что «иметь возможность быть частью этого проекта — это, возможно, лучшее, что было [с ним]», а Black Caviar заявили, что «как только появилась возможность написать песню для „Человека-паука: Через вселенные“, [их] внутренние 10-летние дети были вне себя от счастья».

### Список композиций
Информация об авторстве взята с сайтов Pitchfork и iTunes.
| №                   | Название                                                                      | Автор(ы) | Продюсер(ы)                                | Длительность |
| ------------------- | ----------------------------------------------------------------------------- | --- | ------------------------------------------ | ------------ |
| 1.                  | «What's Up Danger» (Blackway и Black Caviar)                                  | Йоу Синтим-Миза Джаред Пиккон | Black Caviar Blackway                      | 3:42         |
| 2.                  | «Sunflower (Spider-Man: Into the Spider-Verse)» (Post Malone и Swae Lee)      | Халиф Малик Ибн Шаман Браун Луис Рассел Белл [англ.] Остин Ричард Пост Уильям Уолш Шаман Браун Картер Лэнг Карл Розен                       | Белл Лэнг                                  | 2:38         |
| 3.                  | «Way Up» (Джейден Смит)                                                       | Джейден Смит Омарр Рамберт Тремейн Уинфри [англ.]                                                                                           | Рамберт Young Fyre [англ.]                 | 2:33         |
| 4.                  | «Familia (Spider-Man: Into the Spider-Verse)» (Ники Минаж, Ануэль АА и Bantu) | Оника Таня Мараж Тинаш Сибанда Филипп «Фил» Кембо Эммануэль Сантьяго Карлос А. Суарес                                                       | Bantu Кембо                                | 2:54         |
| 5.                  | «Invincible» (Амине)                                                          | Оммас Кит [англ.] Дилан Мик Адам Аминей Даниэль                                                                                             | Кит                                        | 3:16         |
| 6.                  | «Start a Riot» (Duckwrth и Shaboozey)                                         | Брейван Айзек [англ.] Джаред Ли [англ.] Коллинс Чибезе Алек Апполони                                                                        | Айзек Kydih [ a ]                          | 2:51         |
| 7.                  | «Hide» (Juice WRLD и Seezyn)                                                  | Джаред Хиггинс Карл Чейни Джордж Дикинсон                                                                                                   | PD Beats, Нил Бланко                       | 3:25         |
| 8.                  | «Memories» (Thutmose)                                                         | Умар Ибрагим [англ.] Винсент ван ден Энд | Avedon                                     | 3:19         |
| 9.                  | «Save the Day» (Ski Mask the Slump God, Джакуиз, Coi Leray и LouGotCash)      | Родригес Броднекс [англ.] Стокли Клевон Гулбурн Рэймонд Арройо Кой Коллинс Ралу Рут                                                         | Арройо                                     | 2:58         |
| 10.                 | «Let Go» (Бо Янг Прайс)                                                       | Бо Янг Jaimy Lageweg | Jailo Карл Рашинг [ b ]                    | 2:57         |
| 11.                 | «Scared of the Dark» (Лил Уэйн, Ty Dolla $ign и XXXTENTACION)                 | Дуэйн Майкл Картер-младший Сэмюэл Денисон Мартин [англ.] Джасей Дуэйн Онфрой Сарко Антонио Родригес-Диас-младший Александр Изкиердо [англ.] | Бен Биллионс Infamous Джон Каннингем [ b ] | 3:52         |
| 12.                 | «Elevate» (DJ Khalil, Дензел Карри, Cordae, SwaVay и Тревор Рич)              | Халил Абдул-Рахман Дензел Карри Кордей Данстон Андре Джонс Дэниел Сифф Дидье Коэн Тревор Рич                                                | DJ Khalil Дидье [ c ]                      | 3:39         |
| 13.                 | «Home» (Винс Стейплс и Ричи Коэн)                                             | Винс Стейплс Дэвид Бирал Дензел Баптист | Take a Daytrip                             | 3:31         |
| Общая длительность: | Общая длительность:                                                           | Общая длительность: | Общая длительность:                        | 41:35        |

| №                   | Название                                                                      | Автор(ы)                                                                                      | Продюсер(ы)                                | Длительность |
| ------------------- | ----------------------------------------------------------------------------- | --------------------------------------------------------------------------------------------- | ------------------------------------------ | ------------ |
| 14.                 | «Sunflower (Remix)» (Post Malone, Swae Lee, Ники Джем и Принц Ройс)           | Браун Белл Пост Уолш Лэнг Розен Ник Ривера Каминеро Джеффри Ройс Рохас Жан Родригес [англ.]   | Белл Лэнг G.O Kings Bred [ d ]             | 3:30         |
| 15.                 | «Scared of the Dark (Remix)» (Lil Wayne, Ty Dolla Sign, Осуна и XXXTENTACION) | Картер Мартин Онфрой Родригес-Диас Изкиердо Висент Сааведра Бенджамин Дайер Дайел Хуан Росада | Бен Биллионс Infamous Джон Каннингем [ b ] | 5:05         |
| Общая длительность: | Общая длительность:                                                           | Общая длительность:                                                                           | Общая длительность:                        | 50:10        |

| №  | Название                                | Автор(ы)                      | Продюсер(ы)           | Длительность |
| -- | --------------------------------------- | ----------------------------- | --------------------- | ------------ |
| 1. | «What's Up Danger (Black Caviar Remix)» | Йоу Синтим-Миза Джаред Пиккон | Black Caviar Blackway | 3:18         |

Комментарии
1. ↑  Дополнительный продюсер
2. 1 2 3  Вокальный продюсер
3. ↑  Сопродюсер
4. ↑  Автор ремикса

### Реакция

#### Отзывы критиков
Журналист Uproxx Аарон Уильямс сказал, что саундтрек понимает, что ему нужно в положительном ключе показать этническую группу, в которую входит главный герой, отметив, что он «преподносит эту идею так же замечательно, как главный герой фильма становится наследником своего чтимого тёзки», назвав его «одним из лучших хип-хоп-саундтреков из когда-либо созданных». Он назвал песню «Memories» «звуком живой культуры тающего горшка» и увидел то же самое в «Familia», которую он назвал «реггетоновым треком, который Майлзу было бы приятно слушать вместе со своей пуэрто-риканской матери Рио». Он также сказал, что «больше всего впечатляет то, что альбом работает как собрание отдельных друг от друга работ».

#### Продажи
Саундтрек «Человека-паука: Через вселенные» дебютировал на пятом месте в американском Billboard 200 с 52,000 альбомных эквивалентных единиц, 14,000 из которых составила прибыльность продаж альбома. По состоянию на 17 января 2019 года саундтрек занимал второе место, наивысшую свою позицию, в основном благодаря тому, что его ведущий сингл «Sunflower» занял первое место в американском Billboard Hot 100.

### Чарты
| Чарт (2018-19)                         | Высшая позиция |
| -------------------------------------- | -------------- |
| Австралия (ARIA)                       | 11             |
| Бельгия/Фландрия (Ultratop)            | 110            |
| Канада (Canadian Albums Chart)         | 3              |
| Дания (Hitlisten)                      | 7              |
| Нидерланды (Album Top 100)             | 58             |
| Финляндия (Suomen virallinen lista)    | 13             |
| Italian Compilation Albums (FIMI)      | 2              |
| Новая Зеландия (RMNZ)                  | 10             |
| Норвегия (VG-lista)                    | 4              |
| US Billboard 200                       | 2              |
| США (Billboard Top R&B/Hip-Hop Albums) | 2              |
| US Top Soundtracks (Billboard)         | 1              |

| Чарт (2019)                           | Позиция |
| ------------------------------------- | ------- |
| Australian Albums (ARIA)              | 100     |
| Canadian Albums (Billboard)           | 17      |
| Danish Albums (Hitlisten)             | 40      |
| US Billboard 200                      | 15      |
| US Top R&B/Hip-Hop Albums (Billboard) | 8       |
| US Soundtrack Albums (Billboard)      | 3       |

| Чарт (2020)                      | Позиция |
| -------------------------------- | ------- |
| US Soundtrack Albums (Billboard) | 13      |

| Чарт (2021)                      | Позиция |
| -------------------------------- | ------- |
| US Soundtrack Albums (Billboard) | 12      |

| Чарт (2010—2019) | Позиция |
| ---------------- | ------- |
| US Billboard 200 | 125     |

### Сертификации
| Регион                                                                      | Сертификация  | Продажи   |
| --------------------------------------------------------------------------- | ------------- | --------- |
| Дания (IFPI Danmark)                                                        | Платиновый    | 20 000    |
| Новая Зеландия (RMNZ)                                                       | Золотой       | 7500      |
| Великобритания (BPI)                                                        | Серебряный    | 60 000    |
| США (RIAA)                                                                  | 2× Платиновый | 2 000 000 |
| Данные о продажах + прослушиваниях приведены только на основе сертификации. |               |           |

## Музыка
В июле 2018 года стало известно, что Дэниел Пембертон напишет музыку для «Через вселенные». Пембертон сказал, что «[ему] ужасно повезло стать частью проекта и получить возможность создать совершенно новую музыкальную вселенную для одного из самых любимых супергероев в мире — Человека-паука». Спринг Эсперс, глава музыкального и креативного отделов Sony Pictures, похвалила музыку Пембертона, назвав её «идеальной смесью воздействий, показывающей бруклинский мир Майлза Моралеса и всеобъемлющий, оптимистичный посыл фильма о героизме: любой сможет носить маску, когда настанет его время». Альбом с музыкой был выпущен как на CD-дисках, так и в цифровом формате, в цифровую версию вошли треки, которых не было на физических носителях.

### Список композиций
Вся музыка написана Дэниелом Пембертоном.
| №                   | Название                        | Длительность |
| ------------------- | ------------------------------- | ------------ |
| 1.                  | «Into the Spider-Verse»         | 0:59         |
| 2.                  | «Only One Spider-Man»           | 2:13         |
| 3.                  | «Visions Brooklyn 1, 2, 3»      | 3:17         |
| 4.                  | «Security Guard»                | 1:06         |
| 5.                  | «Comic Book»                    | 0:44         |
| 6.                  | «Green Goblin Fight»            | 2:12         |
| 7.                  | «The Amazing Spider-Man»        | 1:56         |
| 8.                  | «The Collider»                  | 1:14         |
| 9.                  | «Destiny»                       | 2:46         |
| 10.                 | «Escape the Subway»             | 1:56         |
| 11.                 | «Mi Amor»                       | 1:19         |
| 12.                 | «Spider-Training»               | 1:23         |
| 13.                 | «Rest In Peace»                 | 1:20         |
| 14.                 | «My Name Is Peter B. Parker»    | 0:52         |
| 15.                 | «For The Love of MJ»            | 0:38         |
| 16.                 | «Peter Enters the Spider-Verse» | 1:36         |
| 17.                 | «Cemetery Splat»                | 0:37         |
| 18.                 | «Catch the S Train»             | 1:55         |
| 19.                 | «Quantum Physics»               | 1:20         |
| 20.                 | «Gimme the Goober»              | 1:15         |
| 21.                 | «Alchemax Infiltration Plan»    | 1:47         |
| 22.                 | «Alchemax Arrives»              | 2:17         |
| 23.                 | «Spider-Man Science»            | 2:06         |
| 24.                 | «Take the Computer and Run»     | 1:25         |
| 25.                 | «Are You Ready to Swing?»       | 3:09         |
| 26.                 | «Gwen Enters the Spider-Verse»  | 0:46         |
| 27.                 | «Kingpin Clicks»                | 1:37         |
| 28.                 | «Aunt May and the Spider-Shed»  | 3:54         |
| 29.                 | «The Prowler»                   | 2:45         |
| 30.                 | «Breakdown the House..»         | 2:27         |
| 31.                 | «..and Tear off the Roof»       | 2:30         |
| 32.                 | «On Your Way»                   | 2:18         |
| 33.                 | «The Team Leaves»               | 1:57         |
| 34.                 | «This Spark in You»             | 2:10         |
| 35.                 | «Spider-Team Mission»           | 1:44         |
| 36.                 | «MJ In the Restaurant»          | 0:54         |
| 37.                 | «Suicide Squad»                 | 1:46         |
| 38.                 | «Miles Morales Returns»         | 3:45         |
| 39.                 | «Saying Goodbye»                | 1:49         |
| 40.                 | «Shut It Down»                  | 1:15         |
| 41.                 | «Kingpin Fight»                 | 2:59         |
| 42.                 | «Shoulder Touch»                | 2:33         |
| 43.                 | «Aftermath»                     | 1:26         |
| 44.                 | «Spider-Man Loves You»          | 1:51         |
| Общая длительность: | Общая длительность:             | 1:21:00      |

## A Very Spidey Christmas
Sony Pictures Animation объявили, что 21 декабря 2018 года выйдет мини-альбом, основанный на мимолётной шутке из «Через вселенные». До записи продюсер фильма Фил Лорд не знал о том, что Крис Пайн умеет петь. Мини-альбом, получивший название A Very Spidey Christmas (с англ. — «Очень паучье Рождество»), включает в себя пять рождественских песен, исполненных Крисом Пайном, Шамиком Муром, Джейком Джонсоном и Йормой Такконе, которые озвучили персонажей мультфильма. В альбоме присутствует кавер-версия песни «Jingle Bells» под названием «Spidey-Bells (A Hero’s Lament)», исполненная Пайном и также звучащая во время финальных титров фильма, а также кавер на «Deck the Halls», исполненный Джонсоном. Обе композиции были выпущены в качестве синглов 20 декабря 2018 года.

### Список композиций
| №                   | Название                                        | Исполнитель(и)      | Длительность |
| ------------------- | ----------------------------------------------- | ------------------- | ------------ |
| 1.                  | «Joy to the World»                              | Шамик Мур           | 1:40         |
| 2.                  | «Spidey-Bells (A Hero’s Lament)»                | Крис Пайн           | 2:41         |
| 3.                  | «Deck the Halls»                                | Джейк Джонсон       | 2:05         |
| 4.                  | «Up on the House Top»                           | Пайн                | 1:45         |
| 5.                  | «The Night Before Christmas 1967 (Spoken Word)» | Йорма Такконе       | 2:45         |
| Общая длительность: | Общая длительность:                             | Общая длительность: | 10:56        |